# Philippe Navailles
Philippe Navailles, francoski maršal in politik, * 1619, † 1684.